# Paradoja de Loschmidt

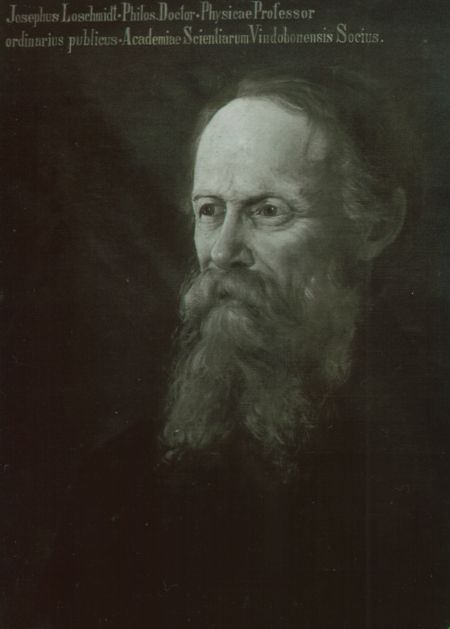
Johann Josef Loschmidt, la persona que formulo la paradoja.

La paradoja de Loschmidt, también conocida como paradoja de la reversibilidad, paradoja de la irreversibilidad o Umkehreinwand, es la objeción formulada por el físico austríaco Johann Josef Loschmidt de que no debería ser posible deducir un proceso irreversible a partir de una dinámica simétrica en el tiempo. Esto pone la simetría de inversión de tiempo de casi todos los procesos físicos fundamentales conocidos de bajo nivel en desacuerdo con cualquier intento de inferir de ellos la segunda ley de la termodinámica que describe el comportamiento de los sistemas macroscópicos. Ambos son principios bien aceptados en física, con un sólido apoyo observacional y teórico, pero parecen estar en conflicto, de ahí la paradoja.

## Origen
La crítica de Loschmidt fue suscitada por el llamado Teorema H de Boltzmann, que empleó la teoría cinética para explicar el aumento de entropía en un gas ideal desde un estado de no equilibrio, cuando las moléculas del gas pueden colisionar. En 1876, Loschmidt señaló que si hay un movimiento de un sistema desde el tiempo t0 al tiempo t1, al tiempo t2, etc., que conduce a una disminución constante de H (aumento de entropía) con el tiempo, entonces hay otro estado de movimiento permitido del sistema en t1, que se encuentra invirtiendo todas las velocidades, en las que H debe aumentar. Esto reveló que uno de los supuestos clave de Boltzmann, el caos molecular, o el Stosszahlansatz, que todas las velocidades de las partículas no estaban correlacionadas por completo, no se derivaba de la dinámica newtoniana. Se puede afirmar que las posibles correlaciones carecen de interés y, por lo tanto, se decide ignorarlas; pero si uno lo hace, ha cambiado el sistema conceptual, inyectando un elemento de asimetría temporal con esa misma acción.
Las leyes reversibles del movimiento no pueden explicar por qué experimentamos que nuestro mundo se encuentra en un estado de entropía comparativamente bajo en este momento (en comparación con la entropía de equilibrio de la muerte por calor universal); y haber tenido una entropía aún menor en el pasado.
Antes de Loschmidt
En 1874, dos años antes del artículo de Loschmidt, William Thomson defendió la segunda ley contra la objeción de inversión temporal.

## Flecha del tiempo
Artículo principal: Flecha del tiempo
Cualquier proceso que ocurre regularmente en la dirección del tiempo hacia adelante, pero rara vez o nunca en la dirección opuesta, como el aumento de la entropía en un sistema aislado, define lo que los físicos llaman una flecha del tiempo en la Naturaleza. Este término solo se refiere a la observación de una asimetría en el tiempo; no pretende sugerir una explicación para tales asimetrías. La paradoja de Loschmidt es equivalente a la pregunta de cómo es posible que pueda haber una flecha termodinámica del tiempo dadas las leyes fundamentales simétricas en el tiempo, ya que la simetría temporal implica que para cualquier proceso compatible con estas leyes fundamentales, una versión inversa que apareciera exactamente como una película del primer proceso reproducida al revés sería igualmente compatible con las mismas leyes fundamentales, e incluso sería igualmente probable si se eligiera el estado inicial del sistema al azar del espacio de fase de todos los estados posibles para ese sistema.
Aunque se cree que la mayoría de las flechas del tiempo descritas por los físicos son casos especiales de la flecha termodinámica, hay algunas que se cree que no están conectadas, como la flecha cosmológica del tiempo basada en el hecho de que el universo se está expandiendo en lugar de contraerse, además del hecho de que algunos procesos de la física de partículas en realidad violan la simetría temporal, mientras que respetan una simetría relacionada conocida como simetría CPT. En el caso de la flecha cosmológica, la mayoría de los físicos cree que la entropía continuaría aumentando incluso si el universo comenzara a contraerse (aunque el físico Thomas Gold propuso una vez un modelo en el que la flecha termodinámica se revertiría en esta fase). En el caso de las violaciones de la simetría temporal en la física de partículas, las situaciones en las que ocurren son raras y solo se sabe que involucran algunos tipos de partículas mesónicas (de mesón). Además, debido a la simetría CPT, la inversión de la dirección del tiempo es equivalente a cambiar el nombre de las partículas como antipartículas y viceversa. Por tanto, esto no puede explicar la paradoja de Loschmidt.

## Sistemas dinámicos
La investigación actual en sistemas dinámicos ofrece un posible mecanismo para obtener la irreversibilidad de los sistemas reversibles. El argumento central se basa en la afirmación de que la forma correcta de estudiar la dinámica de los sistemas macroscópicos es estudiar el operador de transferencia correspondiente a las ecuaciones microscópicas de movimiento. Luego se argumenta que el operador de transferencia no es unitario (es decir, no es reversible) sino que tiene valores propios cuya magnitud es estrictamente menor que uno; estos valores propios corresponden a estados físicos en descomposición. Este enfoque está plagado de dificultades; funciona bien solo para un puñado de modelos con solución exacta.
Las herramientas matemáticas abstractas utilizadas en el estudio de sistemas disipativos incluyen definiciones de mezcla, conjuntos errantes y teoría ergódica en general.

## Teorema de la fluctuación
Un enfoque para manejar la paradoja de Loschmidt es el teorema de la fluctuación, derivado heurísticamente por Denis Evans y Debra Searles, que da una estimación numérica de la probabilidad de que un sistema fuera del equilibrio tenga un cierto valor para la función de disipación (a menudo una propiedad similar a la entropía) durante un cierto período de tiempo. El resultado se obtiene con las ecuaciones dinámicas de movimiento reversibles en el tiempo exacto y la proposición de causalidad universal. El teorema de la fluctuación se obtiene de acuerdo con el hecho de que la dinámica es reversible en el tiempo. Las predicciones cuantitativas de este teorema se han confirmado en experimentos de laboratorio en la Universidad Nacional de Australia realizados por Edith M. Sevick et al., utilizando aparatos de pinzas ópticas. Este teorema es aplicable a sistemas transitorios, que inicialmente pueden estar en equilibrio y luego alejarse (como fue el caso del primer experimento de Sevick et al.) o algún otro estado inicial arbitrario, incluida la relajación hacia el equilibrio. También hay un resultado asintótico para los sistemas que se encuentran en un estado estable de no equilibrio en todo momento.
Hay un punto crucial en el teorema de la fluctuación, que difiere de cómo Loschmidt enmarcó la paradoja. Loschmidt consideró la probabilidad de observar una sola trayectoria, que es análoga a indagar sobre la probabilidad de observar un solo punto en el espacio de fase. En ambos casos, la probabilidad es siempre cero. Para poder abordar esto de manera efectiva, debe considerarse la densidad de probabilidad para un conjunto de puntos en una pequeña región del espacio de fase, o un conjunto de trayectorias. El teorema de la fluctuación considera la densidad de probabilidad para todas las trayectorias que se encuentran inicialmente en una región infinitesimalmente pequeña del espacio de fase. Esto conduce directamente a la probabilidad de encontrar una trayectoria, ya sea en el conjunto de trayectorias hacia adelante o hacia atrás, dependiendo de la distribución de probabilidad inicial, así como de la disipación que se realiza a medida que el sistema evoluciona. Es esta diferencia crucial en el enfoque la que permite que el teorema de la fluctuación resuelva correctamente la paradoja.

## El Big Bang
Otra forma de abordar la paradoja de Loschmidt es ver la segunda ley como una expresión de un conjunto de condiciones de frontera, en las que la coordenada de tiempo de nuestro universo tiene un punto de partida de baja entropía: el Big Bang. Desde este punto de vista, la flecha del tiempo está determinada por completo por la dirección que se aleja del Big Bang, y un universo hipotético con un Big Bang de máxima entropía no tendría una flecha del tiempo. Lo que trata de explicar la teoría de la inflación cósmica es precisamente la baja entropía del universo primitivo.